# Lesotho vasúti közlekedése
Lesotho vasúthálózatának hossza mindössze 1,6 km, mely kapcsolatot biztosít a szomszédos Dél-afrikai Köztársasággal. A vasútvonal 1067 mm-es nyomtávolsággal épült ki és nem villamosított. Egyetlen vasútállomás található az országban.

## Vasúti kapcsolata más országokkal
- Dél-afrikai Köztársaság - van, azonos nyomtávolság: 1 067 mm